# Assandira
Assandira è un romanzo di Giulio Angioni, pubblicato nel 2004 da Sellerio.
Appartiene a una serie nutrita di romanzi di Angioni, di cui molti sono ambientati in una Sardegna in bilico problematico tra vecchio e nuovo, in forme forse più acute e peculiari rispetto al resto d'Europa.
Nel 2020 viene trasposto da Salvatore Mereu in un film omonimo presentato alla 77ª edizione della Mostra internazionale d'arte cinematografica di Venezia.

## Trama
Il vecchio pastore sardo Costantino Saru si fa convincere dal figlio e dalla nuora danese a impiantare un agriturismo (detto Assandira) nel suo vecchio ovile abbandonato. La caratteristica dell'impresa vuol essere quella di offrire, a ospiti soprattutto nordeuropei, una breve esperienza di vita nel mondo pastorale sardo tradizionale. Il vecchio Costantino se ne dovrebbe fare garante con la sua esperienza. L'impresa si mette bene e anche Costantino, a lungo riluttante, se ne sente parte. Tanto da accettare anche una sua partecipazione, medicalmente assistita in Danimarca, alla procreazione di un nipotino per la coppia figlio-nuora. Una serie di circostanze, non abbastanza dipanabili, provocano un incendio che distrugge l'agriturismo Assandira e provoca la morte del figlio e l'aborto della nuora di Costantino. Il quale se ne sente e se ne confessa responsabile con gli inquirenti. Il motivo di questa autoattribuzione di responsabilità non è abbastanza chiaro per il magistrato, che non crede al vecchio che si autoaccusa, il quale invece ha bisogno di assumersi la colpa di tutto l'accaduto, a partire dall'idea stessa, profanatrice in nome dell'autenticità, di far rivivere in quel modo il suo mondo di un tempo, irrimediabilmente passato e sostituito.

## Edizioni
- Giulio Angioni, Assandira, Sellerio, 2004,  p. 243, ISBN 88-389-1991-7.
- Giulio Angioni, Assandira, Ebook, Adobe DRM, Sellerio, 2012,  p. 252, ISBN 978-88-389-2994-6.